# Barrios Altos

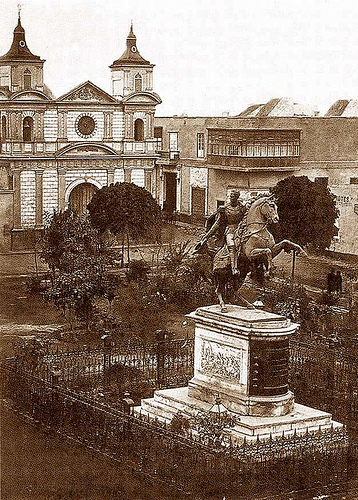
Plaza Bolívar en Barrios Altos, Lima, Perú (1870). La Iglesia de la Caridad, que aparece detrás, fue demolida para construir el actual Palacio del Congreso. También se puede apreciar, hacia la derecha, el balcón esquinero la casa del Señor Mata Linares, ubicada en la calle donde nació el escritor Ricardo Palma.

Barrios Altos es una zona correspondiente al distrito de Lima, en la ciudad homónima, capital del Perú. Se encuentra en la parte este de dicho distrito y sus calles pertenecen al centro histórico. Debe su nombre, a que topográficamente es más alto que el resto del casco antiguo de la ciudad, debido a la elevación del terreno que existe hacia la cordillera de los Andes, lo que se evidencia en sus calles hasta hoy.

## Historia

### Oráculo prehispánico
Las noticias más tempranas del área que hoy conocemos como Barrios Altos, se remontan a los primeros años de la presencia española en los Andes. A través de ellas, podemos inferir el carácter religioso que poseía Barrios Altos durante la hegemonía inca en el valle del Rímac. 
La documentación legada al presente por los sacerdotes que dirigieron el proceso de Extirpación de Idolatrías, nos señala que en sus inmediaciones se ubicaba un oráculo, que debido a su importancia y prestigio terminó dando nombre al valle y, con el tiempo, a la actual ciudad capital del Perú. 
El oráculo, que se cree tenía vinculación con el de Pachacámac ubicado pocas leguas al sur, identificó en tiempos prehispánicos al valle en el que se ubicaba, el que se denominó Limay (en quechua "lugar en el que se habla", haciendo referencia a la propiedad parlante del oráculo). Limay fue el nombre que tenía el valle del Rímac cuando llegaron los españoles, y que devino en Lima, nombre que se terminó imponiendo al de Ciudad de Los Reyes, con el que los españoles bautizaron a su capital.

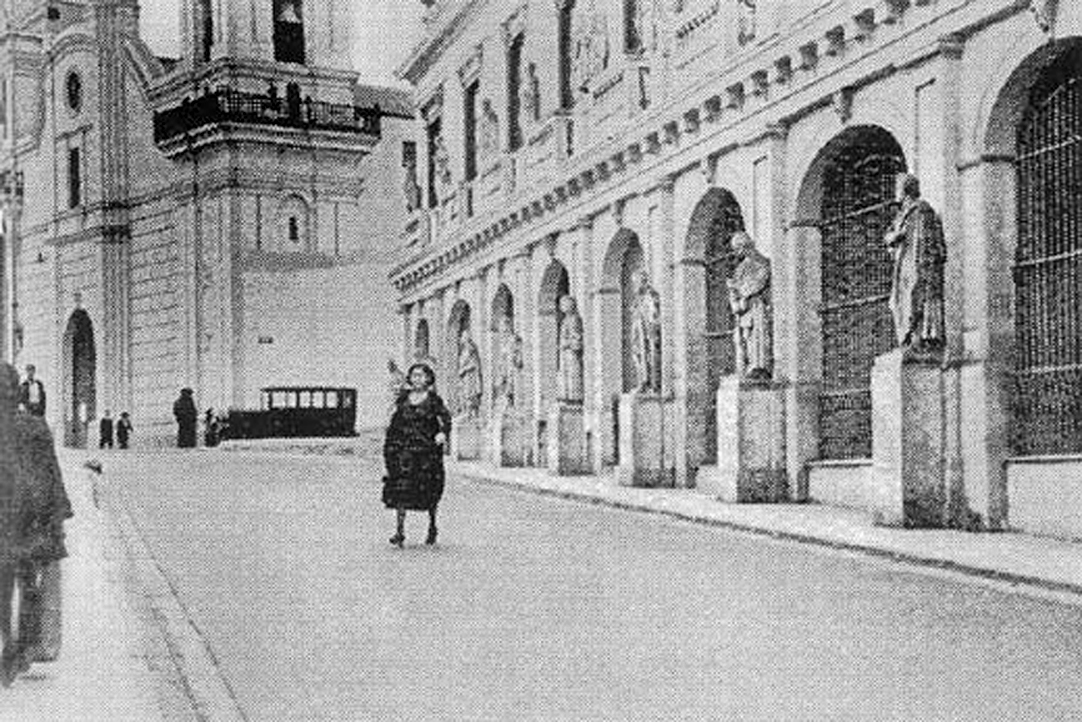
El convento y molino de Santa Clara en Barrios Altos. Este molino funcionaba con el agua del río Huatica, que era, en realidad, un canal prehispánico de regadío.

De este antiguo centro religioso prehispánico queda muy poco. El oráculo fue destruido por los extirpadores de idolatrías. Sin embargo subsiste hasta hoy en una esquina de Barrios Altos (esquina de jirón Junín con jirón Cangallo) una huanca o piedra enclavada en la acera que posee como característica una perforación. Debido a ello se le llama Piedra Horadada y es el único resto que queda del otrora prestigioso oráculo.
Otra evidencia de la Civilización Andina, en el actual Barrios Altos, es el llamado río Huatica. Este río, que en verdad es un canal, es una obra de ingeniería prehispánica en el valle del Rímac que tenía como objetivo expandir la barrera agrícola del valle transportando las aguas del río hasta campos lejanos. Dicha política expansiva se aplicó en el valle desde la presencia Huari en el área (siglo VI d. C.), época de la que dataría el Huatica. Su curso comprendía las inmediaciones del oráculo, siendo posiblemente parte de su sustento hídrico. El Huatica tuvo vida durante la época virreinal y republicana, en que fue parte del paisaje urbano y sobre todo importante canal de regadío, hasta el siglo XX en que se secó debido a la expansión urbana y la disminución del caudal del río Rímac. Sus estructuras se hallan aún bajo las calles de los Barrios Altos.

### Barrio y reducción virreinal

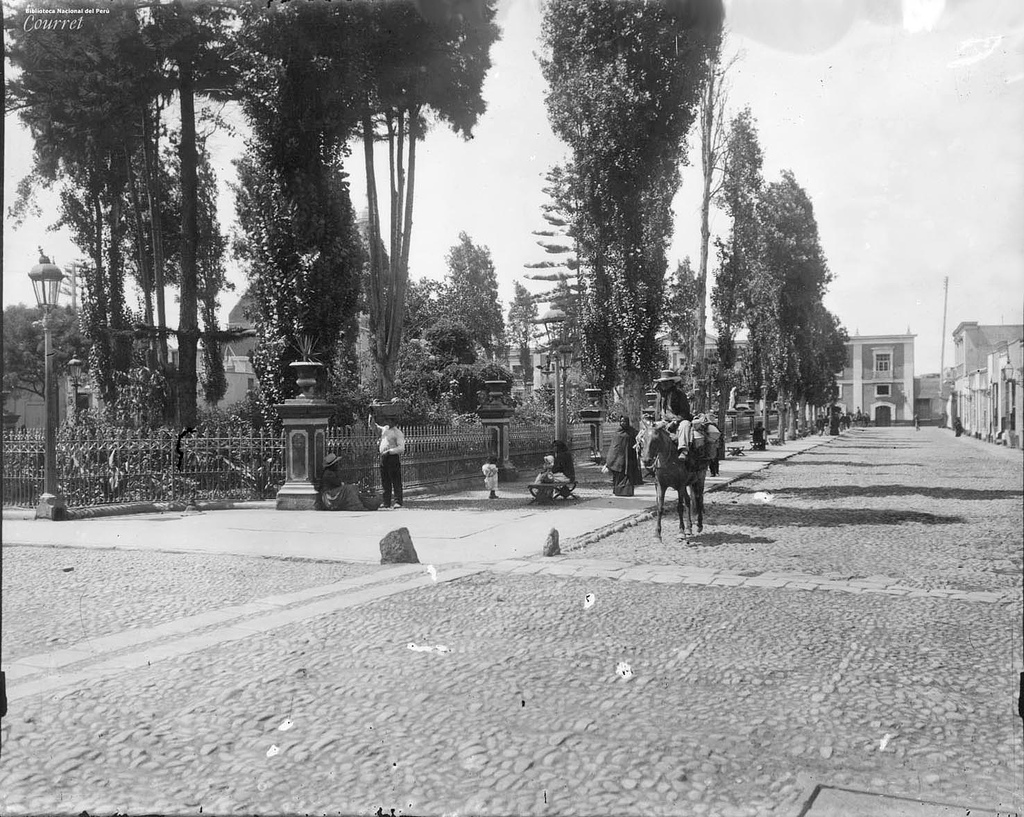
Imagen de la plaza de Santa Ana (plaza Italia) alrededor de 1900.

Cuando los españoles fundaron la Ciudad de los Reyes (hoy Lima), en enero de 1535, en el valle del Rímac, lo hicieron a menos de un kilómetro del oráculo que daba nombre al valle. Por lo tanto, en pocos años la ciudad en su expansión comprendió sus inmediaciones. A mediados del siglo XVI el oráculo fue destruido, construyéndose en su lugar una iglesia que se levantó en advocación a Santa Ana. En el trazado urbano de la zona se conservaron algunos vestigios prehispánicos, como el río Huatica, que era un antiguo canal de regadío y que actualmente corresponde a los jirones Amazonas y Jauja. Pronto, el sector este de la ciudad, construido en torno a la iglesia, recibió el nombre de Barrio de Santa Ana, germen del Barrios Altos de hoy.
En 1571, el virrey Francisco de Toledo decreta la creación de pueblos de reducciones en todo el espacio andino, en el que debería habitar la población indígena para favorecer su control y evangelización. Así, al este del barrio de Santa Ana se construye el pueblo de Santiago del Cercado, reducción para los indígenas de la Ciudad de los Reyes. La reducción debía su nombre a que estaba bajo la advocación del apóstol Santiago y estaba rodeado por un cerco que tenía una única puerta para el ingreso y salida de su población. Dicha puerta se ubicaba en el actual Cinco Esquinas de Barrios Altos.
Con la construcción de las Murallas de Lima, se destruye parte de Santiago del Cercado y con él su muro perimétrico, quedando integrado dentro de la ciudad amurallada junto al barrio de Santa Ana. De la unión de ambos, nace lo que hoy se conoce como Barrios Altos.
Históricamente se podría decir que el área de los Barrios Altos durante la época virreinal estaba ocupada principalmente por Iglesias y los huertos y fundos que les pertenecían a las distintas órdenes religiosas, tal como se aprecia en los mapas de la época.

### Barrios Altos Republicano

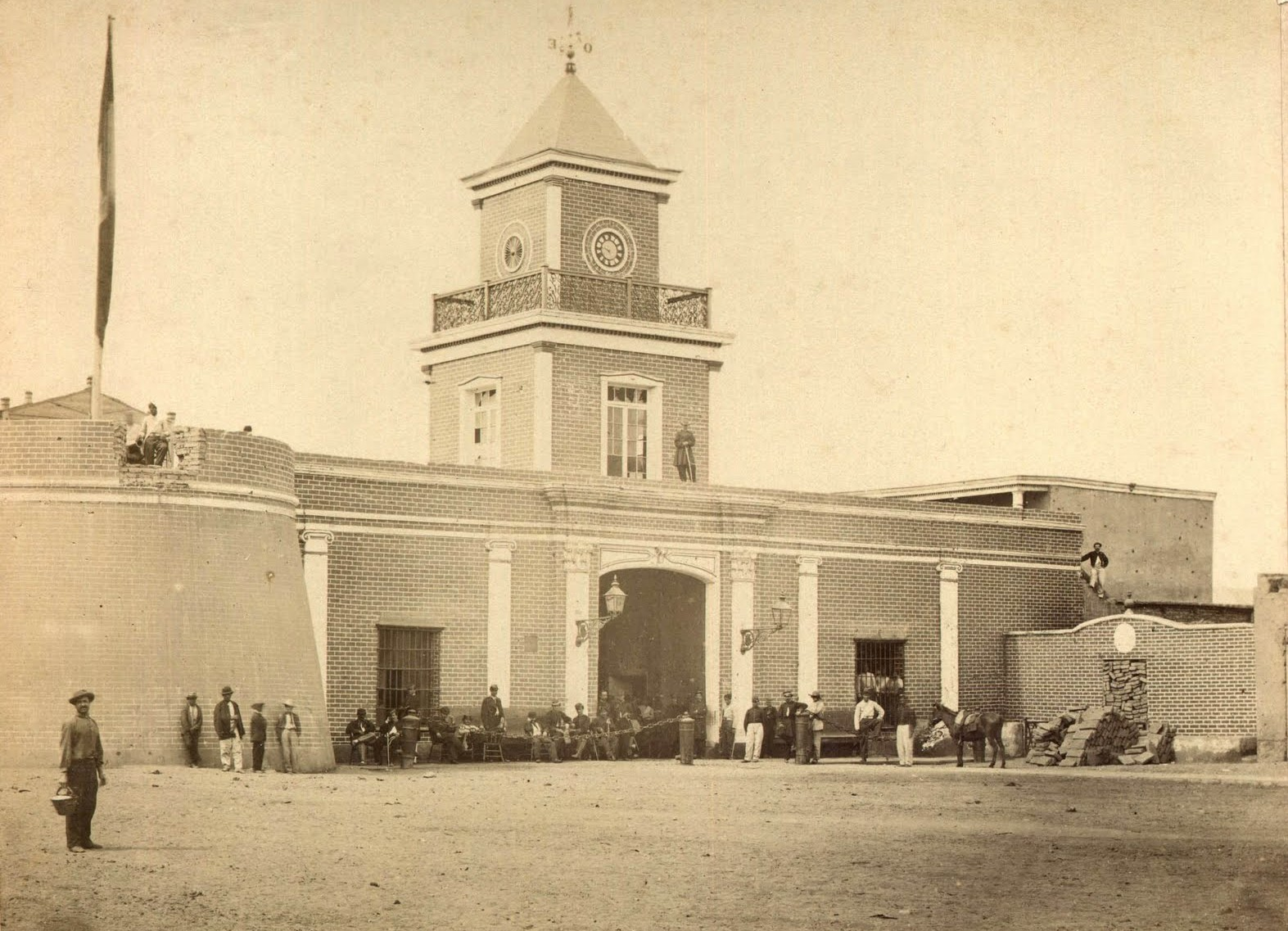
Fuerte de Santa Catalina, antiguo Cuartel de Artillería y de la Policía Militar. Foto de 1870.

Recién a mediados del siglo XIX, el área comienza a ser poblada en su gran extensión (si bien ya a finales del XVIII el 40% de la población limeña vivía en los Barrios Altos), surgiendo en ésta por ejemplo el Mercado Principal en terrenos que habían pertenecido al Convento de la Concepción. En la segunda mitad del siglo XIX surgieron bellas quintas tales como la Quinta Heeren (construida hacia 1880) y barrios tales como: el Cercado (el más antiguo, cuyo origen se remonta hacia 1571), El Prado, Del Chirimoyo, Pampa de Lara, Cocharcas, Martinete, etc.
Se puede afirmar que el mejor momento para los Barrios Altos fue entre fines del siglo XVIII y la primera mitad del siglo XX, cuando esta zona no tenía problemas de delincuencia, de robos y asaltos, de vendedores y consumidores de droga, de pandillaje y de vendedores ambulantes. Destacó entonces en Barrios Altos la llamada Plaza de Viterbo (actual cuadra 3 del jirón Amazonas), que fuera un bello lugar ubicado a continuación del Puente Balta y en cuyas cercanías existieron un cine (el Novedades, llamado luego Cinelandia), la estación del Ferrocarril Lima-Lurín y la estación de la Línea N.º 7 del Tranvía Urbano de Lima (ruta que fuera clausurada en 1928). En la actualidad, la plaza de Viterbo solo queda en el recuerdo de algunos ancianos pobladores, pues el lugar fue completamente modificado (actualmente funcionan sobre lo que era la plaza de Viterbo losas deportivas y el campo ferial "Amazonas" donde se venden libros usados). La zona aledaña a la plaza de Viterbo se caracterizaba además por la existencia de construcciones virreinales, convertidas en tugurios, que bajaban desde los barrancos hasta las orillas del río Rìmac. Todos estos tugurios, como el antiguo Hotel Amazonas que con los años devino en un tugurio conocido como la Casa de Drácula, fueron destruidos a inicios de 1970 con un inconcluso plan de modernización de la zona.
Hasta la década de 1960, existieron un buen número de cines-teatros, de los cuales sobrevivieron hasta el primer lustro de los 80's: el Conde de Lemos ubicado en la Plazuela de Buenos Aires, el Delicias ubicado al frente de la Maternidad de Lima, el Pizarro y el Unión ambos ubicados en la plaza Italia. Hoy en día ninguno de estos existe debido a la decadencia que alcanzó la zona.

### Decadencia y problemática
Mientras que, otras zonas de Lima se reordenaban, desde mediados de la década de 1960 y principios de 1970, los límites distritales de Lima con los distritos de El Agustino y La Victoria fueron los diques que contenían la marea migratoria y comercial que venía del centro del país. Asimismo, que ante una falta de Planificación Urbana, sumada a una ausencia del Estado de Derecho y de la autoridad municipal que permitió el incremento del comercio ambulatorio en las inmediaciones del Mercado Central, trajo como consecuencia la delincuencia y tugurización de casonas y solares antiguos.
Tuvo que ser un alcalde barrioaltino como Alberto Andrade, quien empezó a ordenar el levantamiento del comercio ambulatorio que despejó la zona de la calle Capón y aledañas; sin embargo, comerciantes inescrupulosos empezaron a comprar fincas y casonas (muchas de ellas virreinales y republicanas con valor histórico) para convertirlas en depósitos y galerías comerciales cuyas edificaciones no contrastaban con el entorno del centro histórico.
Lamentablemente, a finales del 2001, ocurrió la tragedia del Incendio de Mesa Redonda, causado por la venta informal que suscitaba en el lugar.
Al estar adscrita a la Municipalidad Metropolitana de Lima, ninguna autoridad edil le ha prestado la debida atención debido a la priorización de la ciudad de Lima en su totalidad, lo que amerita una atención especial que vea no solo el ornato y limpieza, sino también sus problemas sociales.

## Lugares turísticos

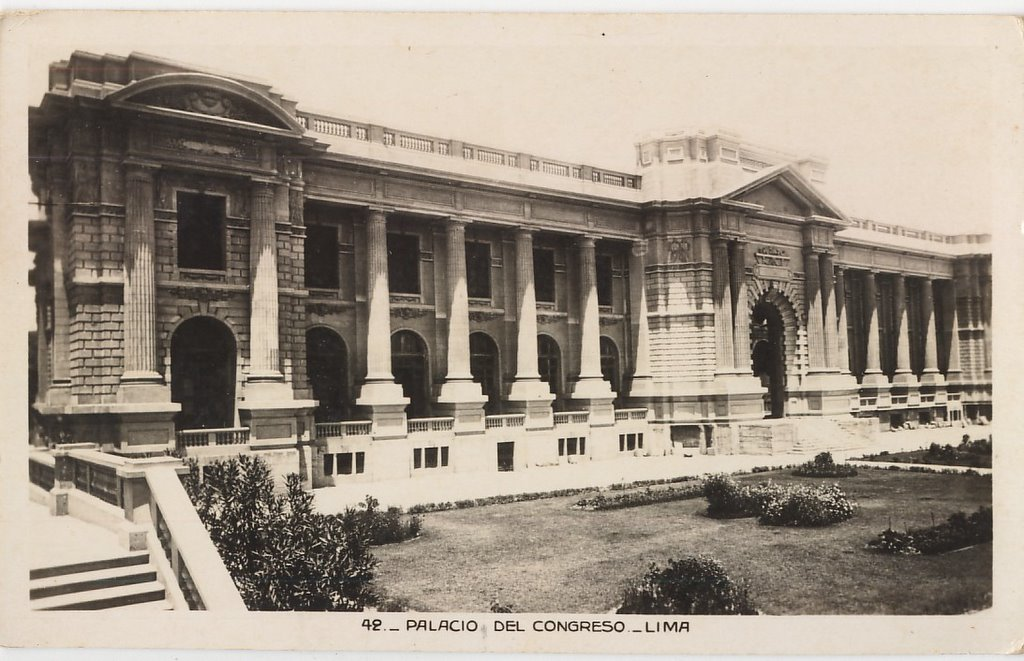
Fachada posterior del Palacio Legislativo del Perú, inaugurado en 1916.

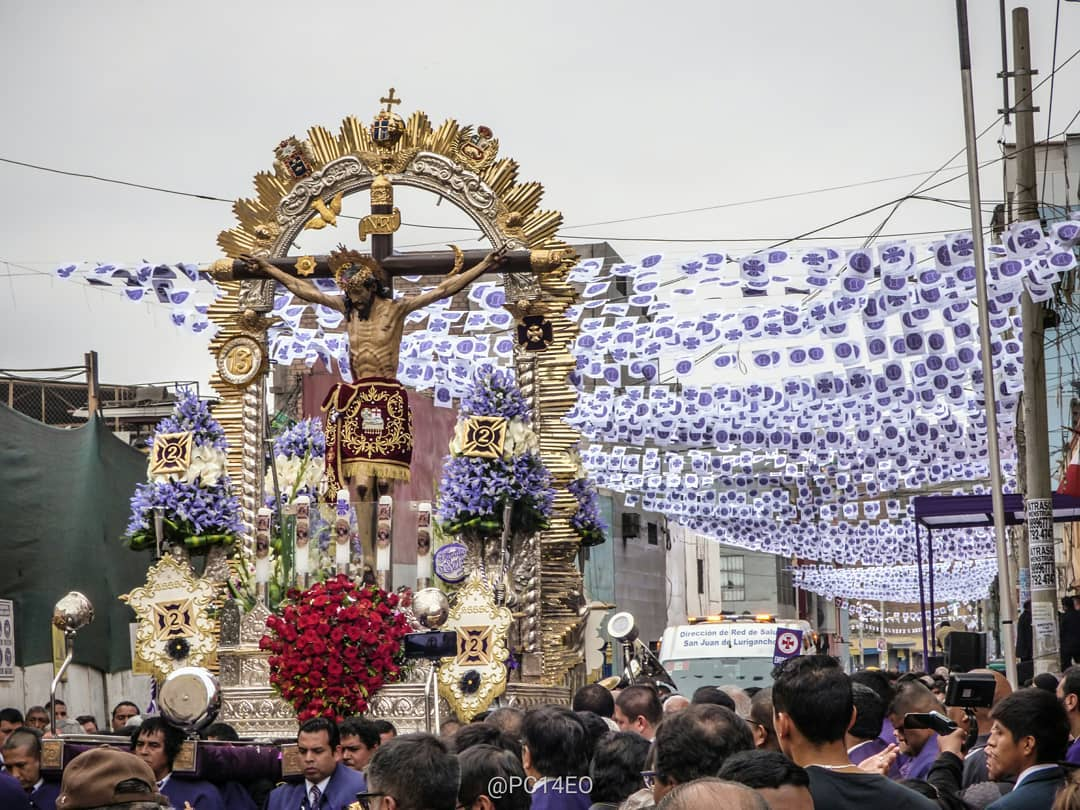
Procesión del Señor del Santuario de Santa Catalina

Dentro de este barrio, se pueden observar numerosos templos de la época de la colonia, entre ellas, las pertenecientes a monjas de clausura, tales como la Concepción, San José, Santa Clara, Trinitarias, Santa Catalina, Santa Rosa de las Monjas y Mercedarias, Nuestra Señora del Carmen, Cocharcas, Maravillas y Jesús Reparador. Otras iglesias son el Prado (Agustinas), Santiago del Cercado (Jesuitas), La Buena Muerte (Camilianos), Santa Ana, iglesia del Santo Cristo de las Maravillas y la capilla del Cristo Pobre.
Son importantes las tradicionales festividades de la Virgen del Carmen en el mes de julio y del Señor del Santuario de Santa Catalina en el mes de septiembre, así como otras procesiones tradicionales del Señor de las Caídas del barrio de Mercedarias, Santa Ana de la parroquia homónima y la hermosa escultura del Cautivo del monasterio de las Trinitarias.
También destacan un buen número de plazas y plazuelas, tales como: la plaza Bolívar o del Congreso, plaza Italia o Antonio Raimondi (donde está la iglesia de Santa Ana), Buenos Aires, y las plazuelas: Santa Clara, Maravillas, Carrión, Ramón Espinoza, Santa Catalina, Buena Muerte, Santo Cristo, etc.

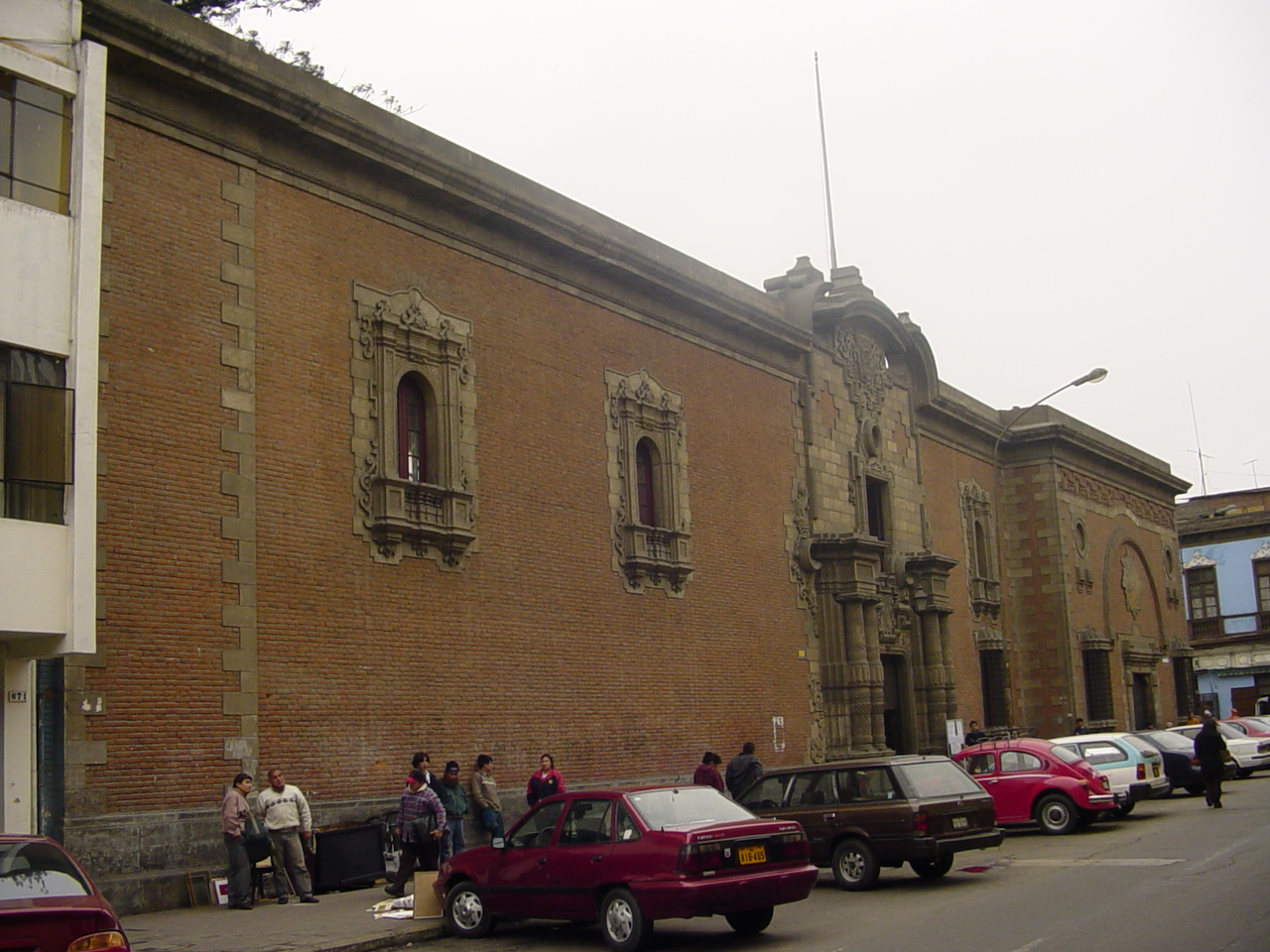
Fachada superior de la escuela de Bellas Artes, ubicada en la cuadra 6 del jirón Áncash.

En los alrededores de la plazuela del Cercado, existen restos de las antiguas Murallas de Lima en buen estado de conservación, por ejemplo a la espalda del camal de Conchucos se encuentra lo que fuera el Bastión de Santa Lucía, uno de los puntos de vigilancia de la muralla, en este lugar están aún las viejas instalaciones del antiguo campo deportivo del Centro de Instrucción de la Guardia Civil del Perú Santa Lucía (hoy usadas por las Instituciones Educativas de la Policía Nacional del Perú "Túpac Amaru" y "Capitán GC Alipio Ponce Vásquez"), que la Municipalidad de Lima podría restaurar.
En los Barrios Altos se encuentran edificios históricos como:
- La Escuela Superior Autónoma de Bellas Artes del Perú.
- El Palacio Legislativo.
- El Museo de la Santa Inquisición
- La biblioteca del Congreso
- La compañía de bomberos Roma
- El Hospicio Ruiz Dávila
- La histórica Plazuela del Cercado, donde todavía se encuentran algunas de las estatuas de mármol italiano que representan las alegorías de las cuatro estaciones.

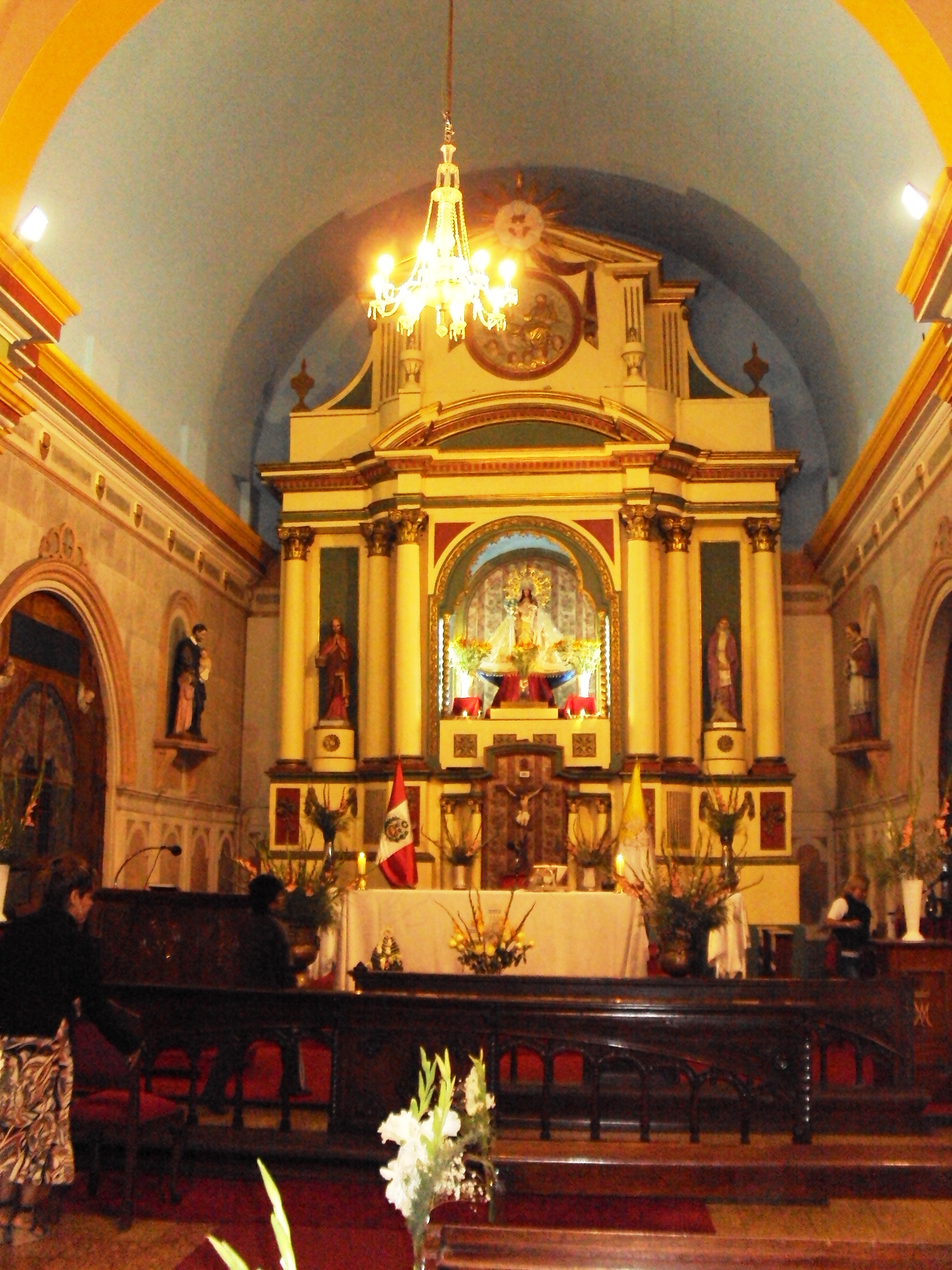
Altar de la iglesia de Nuestra Señora de Cocharcas, ubicada en la cuadra 9 del jirón Huánuco

- La Quinta San José: actualmente cuna del cantante Josimar Fidel Farán "Josimar". Residencia actual de habitantes que fraternalizan todo el año, sefestejan Carnavales los domingos de febrero pero diferente tradiciones del rey y la reina, también de la viuda negra. También festejan a la Virgen del Carmen que alberga en su capilla principal en el segundo patio, todos los años en inicios de agosto. Esta Quinta se encuentra en el jirón Huánuco 879, cuadra 8, y su otra entrada se encuentra en el jirón Luis Sotomayor 214.

- La Quinta Heeren (residencia de antiguas familias limeñas acomodadas y de varias sedes diplomáticas a principios del siglo XX).[2]
- La Quinta Carbone.
- La Quinta Baselli.[3]
- La Quinta Candamo, ubicada en el jirón Áncash 1216 (plazuela Ramón Espinoza), que fuera la casona donde vivió el presidente peruano Manuel Candamo Iriarte.
- La Quinta del Prado,[4] en el barrio de El Prado (en la esquina de los actuales jirones Huamalies y Manuel Pardo), aunque está en estado ruinoso, todavía se puede ver lo que fue el teatrín de la Perricholi donde ella daba funciones teatrales, en privado, al virrey Manuel Amat y Juniet.
- El jardín botánico de Lima (ubicado a lado de la Facultad de Medicina de San Fernando).
- Las Facultades de Medicina y Farmacia - Bioquímica de la Universidad San Marcos.
- El Colegio Real de la Universidad Nacional Mayor de San Marcos.
- La antigua sede del Colegio Nacional de Mujeres Mercedes Cabello de Carbonera y de la UGEL 03.
- El Museo del Cerebro del Hospital Mogrovejo (INCN)
- La iglesia del Santo Cristo de las Maravillas, donde se puede apreciar la cruz donde los indios del Reducto del Cercado se detenían a rezar.
- El cementerio El Ángel.
- El cementerio Presbítero Matías Maestro.
- El Santuario del convento de Nuestra Señora del Carmen
- Los vestigios de las que fueron las Murallas de Lima por la Plazuela del Cercado donde se puede apreciar todavía el Bastión de Santa Lucía.
- El local de la Tercera Orden Franciscana (el que hasta la década de 1950 estuvo integrado al Convento de San Francisco).

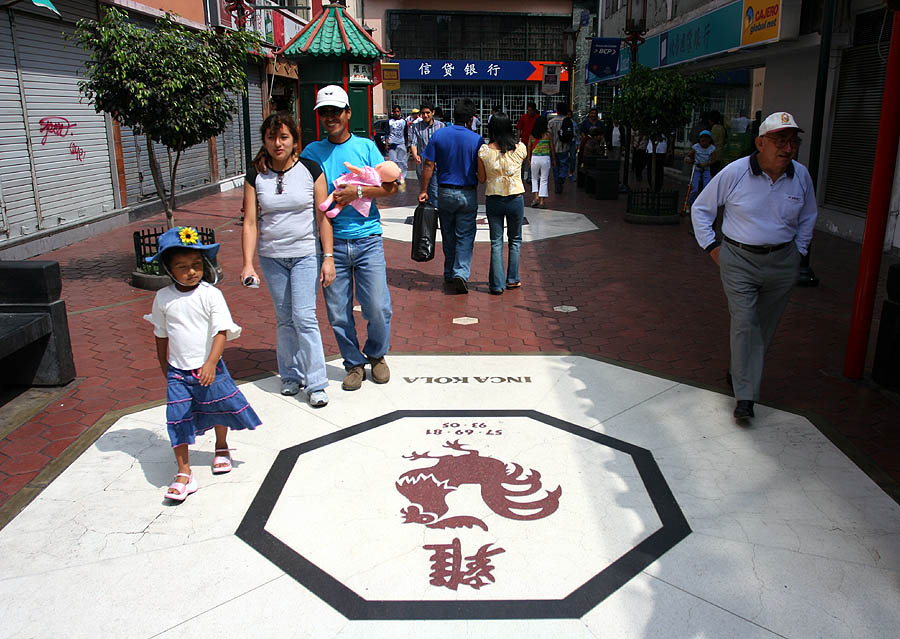
Barrio Chino, conocido también como Calle Capón

- La Casa Canevaro - César Canevaro.
- La Casa de las Trece Monedas.
- El antiguo cuartel de Santa Catalina (ubicado en jirón Andahuaylas, cerca a "Mesa Redonda").
- El colegio de teología de Santo Tomás.
- El molino de Santa Clara (en el jirón Áncash, cerca a la iglesia de la Buena Muerte).
- El barrio chino.
- Mesa Redonda y el Mercado Central de Lima.

## Importancia
Barrios Altos es criollismo. Ha legado a la tradición el comportamiento del limeño popular: el limeño de los solares, de los callejones, de los balcones virreinales y republicanos, de la mazamorra, de las procesiones, de las jaranas. En el barrioaltino convergen distintos caldos culturales disímiles entre sí y que se suporponen para crear una cultura compleja: lo español, lo negro, lo mestizo, lo italiano, lo chino, lo japonés, lo indígena, etc., se unen y hacen de sus pobladores únicos en cuanto historia, en cuanto a cultura y tradición urbana, un ejemplo en lo gastronómico en el barrio Chino se gestaron los primeros chifas, en diversas zonas como la Buena Muerte la Cocina nikkei. Una gran parte de la identidad limeña - y la peruana - ha nacido en los Barrios Altos, a través de sus cientos de años de vida y su historia. 
En los Barrios Altos se proclamó el Día de la Canción Criolla, un 31 de octubre de 1944, por el presidente, Manuel Prado Ugarteche, frente a la plaza Buenos Aires del actual jirón Huánuco.
Históricamente fue influyente en la vida cultural limeña. En su seno nacieron intelectuales, artistas, políticos y deportistas como:
- Ricardo Palma
- Manuel Ascencio Segura
- Leonidas Yerovi
- Felipe Pinglo
- Francisco Antonio de Zela
- Francisco Morales Bermúdez
- Alberto Andrade
- Enrique Bernales
- Nicomedes Santa Cruz (padre)
- Alejandro Ayarza Morales "Karamanduka"
- Carlos Gassols
- Salim Vera
- Élide Brero
- José Quezada Macchiavello
- Lucha Reyes
- César Cueto
- Josimar
- Juan José Oré
- Julio César Uribe
- Roberto Challe
- Luis Cruzado
- Orlando de La Torre
- Francisco Sagasti Hochhausler

Asimismo, durante las décadas finales del siglo XIX y mitad del siglo XX residieron personajes de renombre (como César Vallejo, José María Arguedas, Andrés Avelino Cáceres, Antonio Raimondi, Abelardo Gamarra 'El Tunante', etc.) y artistas populares como Chalo Reyes, Lucho Barrios y Pedro Otiniano. 
Recordemos que la plaza Bolívar, en el actual Congreso, era llamada plaza Universitaria, por haberse ubicado al lado de la antigua sede de la Universidad de San Marcos, y transcurría allí la vida intelectual. De esta prestigiosa casa de estudios, están la Facultad de Medicina de San Fernando, Alma Mater de la Medicina Peruana; el jardín botánico de San Fernando y la Facultad de Farmacia - Bioquímica. Todas hoy en día reciben a estudiantes universitarios sanmarquinos en los Barrios Altos.

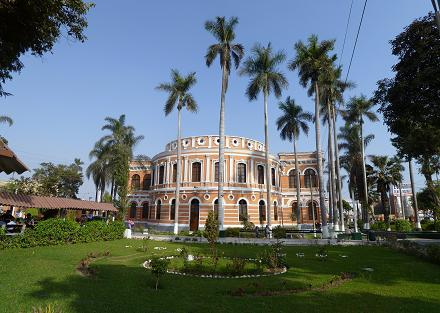
Vista interior de la Facultad de Medicina de San Fernando - UNMSM.

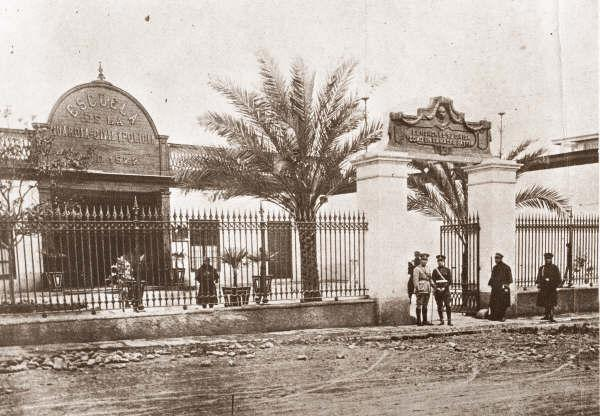
Escuela de la Guardia Civil y Policía en la avenida De los Incas (hoy Sebastián Lorente Ibáñez) - Barrios Altos - Cercado de Lima.

En 1922, sobre los restos del Hospicio del Cercado, se fundó la Escuela de la Guardia Civil y Policía de la República en la cuadra 7 de la avenida Sebastián Lorente Ibáñez (antes avenida Los Incas), en cuyas cercanías funcionaban diversos establecimientos dedicados a la confección de uniformes policiales y a la venta de accesorios para estos. Actualmente, en dicho local funcionan las Instituciones Educativas de la Policía Nacional del Perú: "Túpac Amaru", que ocupa el local de la antigua Escuela de Guardias, con puerta al jirón Desaguadero, desde el 1 de abril de 1966, y capitán GC Alipio Ponce Vásquez, que ocupa el local de la antigua Escuela de Oficiales, con puerta a la avenida Sebastián Lorente Ibáñez,  desde el 1 de abril de 1975.
En los Barrios Altos se encuentran dos importantes hospitales emblemáticos de la ciudad de Lima: el Hospital de Dos de Mayo, ubicado frente al Parque de la Medicina (entre el jirón Puno y la avenida Miguel Grau), y el Hospital Santo Toribio de Mogrovejo, especializado en las ciencias neurológicas. Además de encontrarse la histórica Maternidad de Lima, el primer centro antivenéreo del Perú y los restos del Antiguo Hospital Militar y Materno Infantil San Bartolomé.

## Autoridades
Barrios Altos, al ser parte del distrito de Lima, es administrada por la Municipalidad de Lima.
- Alcalde (2023 - 2026):
  - Rafael Bernardo López-Aliaga Cazorla, de Renovación Popular, alcalde de Lima.

### Comisarías de Barrios Altos
- Comisaría PNP San Andrés
- Comisaría PNP Cotabambas

## Fútbol

### Asociación Deportiva Barrios Altos
En la década de los años 20, existió la Asociación Deportiva Barrios Altos, la cual, posteriormente formó parte de la Segunda División Provincial de Fútbol de Lima y de la Tercera División Provincial de Fútbol de Lima de la Federación Peruana de Fútbol.
Lista de notables clubes de fútbol de Barrios Altos que participaron en la Primera División del Perú:
- Atlético Córdoba (1939)
- Sportivo Melgar (1937)
- Unión Carbone (1934)